# Jacques Fatton
Jacques Fatton (ur. 19 grudnia 1925 roku w Exincourt, zm. 25 lipca 2011 roku w Genewie) – szwajcarski piłkarz występujący na pozycji napastnika. Uczestnik Mistrzostw Świata 1950 i 1954.

## Kariera
Karierę rozpoczął w Servette FC. W pierwszym zespole występował w latach 1943−1954. W 1946 roku zadebiutował w reprezentacji Szwajcarii. W 1954 roku został piłkarzem Ol. Lyon. W 1957 roku powrócił do macierzystego klubu. W 1963 roku zakończył sportową karierę. Wraz z Servette czterokrotnie świętował zdobycie mistrzostwa kraju (1946, 1950, 1961, 1962).